# Lista celor mai lungi tuneluri din lume

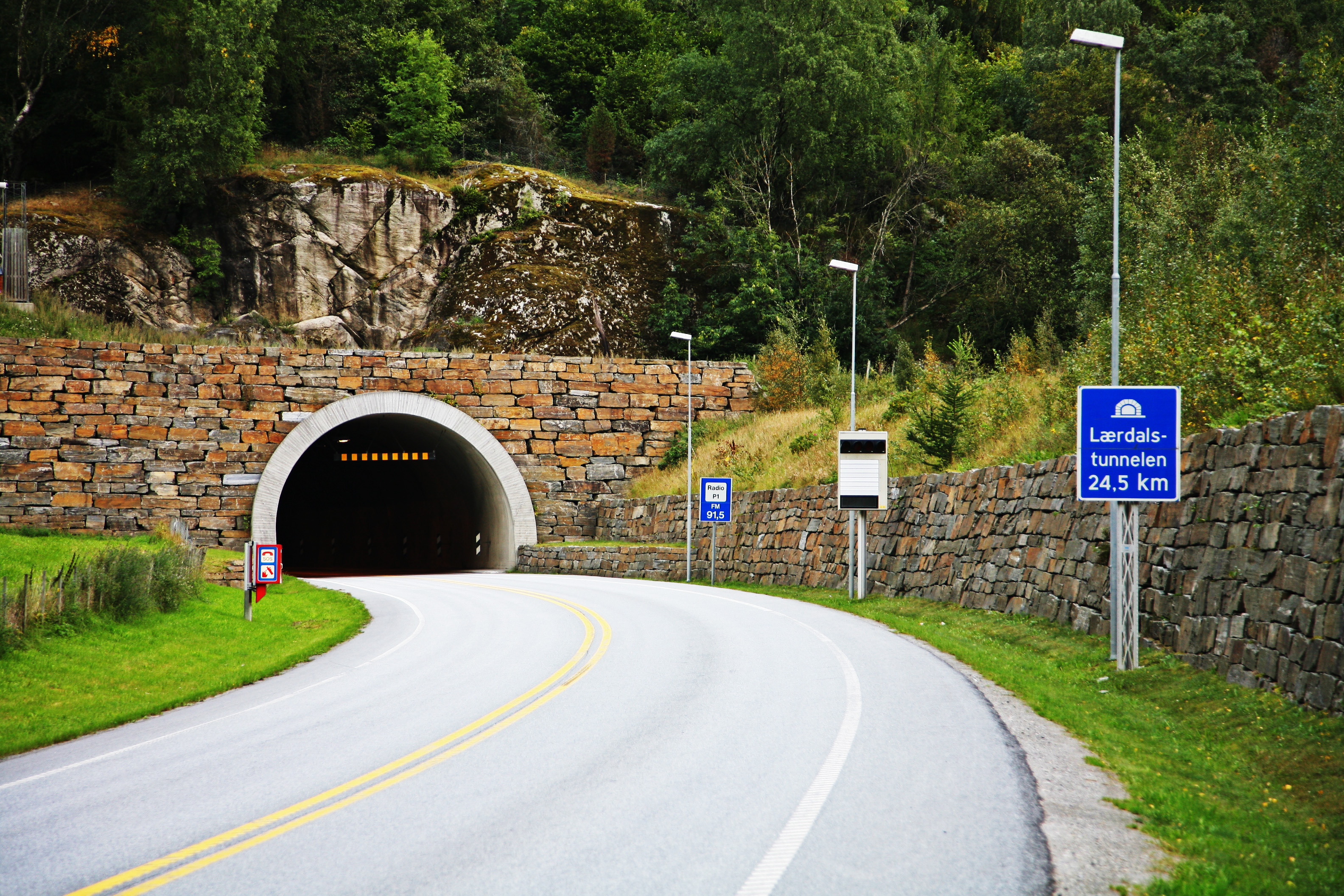
Capătul sud-vestic al tunelului Lærdal din Norvegia, cel mai lung tunel rutier din lume

Lista celor mai lungi tuneluri din lume prezintă cele mai lungi structuri subterane (tuneluri) din lume destinate în principal conexiunilor rutiere sau de cale ferată, transportului apei și apelor uzate, gazelor naturale, țițeiului sau produselor petroliere, dar și pe cele care deservesc sisteme de irigații sau rețele subterane destinate transportului energiei electrice. Sunt incluse de asemenea și tuneluri utilizate în scop științific, precum cele care delimitează traseul acceleratoarelor de particule.
Lista cuprinde două secțiuni, prima include tunelurile finalizate, aflate în operare, iar cea de-a doua include tunelurile aflate în stadiu de construcție sau proiectare. Pentru ambele secțiuni, au fost luate în considerare tunelurile care depășesc lungimea de 20.000 m. Ordinea este descrescătoare, în funcție de lungimea tunelului.

## Lista celor mai lungi tuneluri din lume
| Imagine                                                      | Tip                               | Nume | Locație                               | Țară                                              | Lungime (m) | An               | Observații |
|                                                              |                                   | |                                       |                                                   |             |                  | |
| ------------------------------------------------------------ | --------------------------------- | --- | ------------------------------------- | ------------------------------------------------- | ----------- | ---------------- | --- |
|                                                              | alimentare cu apă                 | Apeductul Delaware (în engleză Delaware Aqueduct) | New York                              | Statele Unite                                     | 137.000     | 1945             | Tunelul principal de alimentare cu apă din New York City, 4,1 m în diametru, 13,2 m² |
|                                                              | alimentare cu apă                 | Tunelul de alimentare cu apă Liaoxi (în chineză: 辽西供水隧洞, transliterat: Liáoxī gōngshuǐ suìdòng)                                                                                             | Kaiyuan-Qingyuan, Liaoning            | China                                             | 130.980     | 2018             | Tunel de alimentare cu apă a cinci orașe din nord-vestul Liaoning |
|                                                              | alimentare cu apă                 | Tunelul Päijänne (în finlandeză Päijännetunneli) | Finlanda de Sud                       | Finlanda                                          | 120.000     | 1982             | Tunelul principal de alimentare cu apă a zonei metropolitane Helsinki din Finlanda de Sud, forat în rocă solidă, secțiune transversală de 16 m²                                                              |
|                                                              | metrou                            | Liniile 3 și 11 ale metroului Suzhou (în chineză: 苏州地铁3号线-苏州地铁11号线, transliterat: Sūzhōu dìtiě 3 hào xiàn-Sūzhōu dìtiě 11 hào xiàn)                                                   | Suzhou                                | China                                             | 86.542      | 2019, 2023       | Cel mai lung tunel de metrou din lume, linia 3 și linia 11 ale metroului Suzhou sunt conectate în stația Weiting                                                                                             |
|                                                              | alimentare cu apă                 | Tunelul de deviere a apei din Proiectul de deviere a apei Dahuofang (în chineză: 大伙房输水工程引水隧道, transliterat: Dà huǒfáng shū shuǐ gōngchéng yǐnshuǐ suìdào)                              | Liaoning                              | China                                             | 85.320      | 2009             | 8 m în diametru, 50 m² secțiune transversală |
|                                                              | alimentare cu apă                 | Tunelul Orange–Fish River (în engleză Orange–Fish River Tunnel) | Fluviul Orange                        | Africa de Sud                                     | 82.800      | 1972             | Cel mai lung apeduct închis continuu din emisfera sudică (secțiune transversală 22,5 m²), construit pentru a devia apa din fluviul Orange către fluviul Great Fish                                           |
|                                                              | alimentare cu apă                 | Tunelul Bolmen (în suedeză Bolmentunneln) | Kronoberg/Skåne                       | Suedia                                            | 82.000      | 1987             | 8 m² secțiune transversală |
|                                                              | alimentare cu apă                 | |                                       |                                                   |             |                  | |
|                                                              | metrou                            | Linia 3 a metroului din Guangzhou (în chineză: 广州地铁3号线, transliterat: Guǎngzhōu dìtiě 3 hào xiàn)                                                                                           | Guangzhou                             | China                                             | 74.890      | 2005- 2024       | Al doilea cel mai lung tunel de metrou cu o singură linie din lume |
|                                                              | metrou                            | Linia 6 a metroului din Chengdu (în chineză: 成都地铁6号线, transliterat: Chéngdū dìtiě 6 hào xiàn)                                                                                               | Chengdu                               | China                                             | 68.223      | 2020             | Cel mai lung tunel independent de metrou/tranzit rapid cu o singură linie din lume |
|                                                              | centrală hidroelectrică           | Tunelul hidrocentralei Neelum–Jhelum (în urdu نیلم جہلم ہائیڈروپاور پلانٹ, transliterat: Nilm jahalm hideropaur plant)                                                                            | Muzaffarabad, Azad Kașmir             | Pakistan                                          | 68.000      | 2017             | Tunel de alimentare a hidrocentralei Neelum–Jhelum |
|                                                              | rețea apă uzată                   | Tunelul Emisor Oriente (în spaniolă Túnel Emisor Oriente) | Mexico City                           | Mexic                                             | 62.500      | 2019             | Cel mai lung tunel de apă uzată din lume, 7 m în diametru |
|                                                              | metrou                            | Linia 1 a metroului din Qingdao (în chineză: 青岛地铁1号线, transliterat: Qīngdǎo dìtiě 1 hào xiàn)                                                                                               | Qingdao                               | China                                             | 59.818      | 2020, 2021       | |
|                                                              | metrou                            | Linia 18 a metroului din Guangzhou (în chineză: 广州地铁18号线, transliterat: Guǎngzhōu dìtiě 18 hào xiàn)                                                                                        | Guangzhou                             | China                                             | 58.300      | 2021             | |
|                                                              | metrou                            | Linia 11 (Bolșaia kolțevaia) a metroului din Moscova (în rusă Большая кольцевая линия, transliterat: Bolșaia kolțevaia linia)                                                                     | Moscova                               | Rusia                                             | 57.538      | 2018, 2023       | Cea mai lungă linie circulară de metrou/tranzit rapid din lume |
|                                                              | cale ferată (2 linii)             | Tunelul Gotthard (în germană Gotthard-Basistunnel, în italiană Galleria di base del San Gottardo)                                                                                                 | Alpii Elvețieni                       | Elveția                                           | 57.104      | 2016             | Cel mai lung tunel feroviar convențional din lume, cel mai lung tunel de tranzit din lume după distanța geodezică (55.782 m între cele două guri de acces)                                                   |
|                                                              | metrou                            | Linia 10 a metroului din Beijing (în chineză: 北京地铁10号线, transliterat: Běijīng dìtiě 10 hào xiàn)                                                                                            | Beijing                               | China                                             | 57.100      | 2008, 2013       | |
|                                                              | metrou                            | Linia 7 a metroului din Guangzhou (în chineză: 广州地铁7号线, transliterat: Guǎngzhōu dìtiě 7 hào xiàn)                                                                                           | Guangzhou                             | China                                             | 54.240      | 2016, 2023       | |
|                                                              | cale ferată (1 linie)             | Tunelul Seikan (în japoneză 青函トンネル, transliterat: Seikan ton'neru) | Honshu-Hokkaido                       | Japonia                                           | 53.850      | 1988             | Cel mai lung tunel feroviar din lume până în 2016, cel mai lung tunel submarin (secțiune transversală 74 m²), secțiunea submarină măsoară 23,3 km                                                            |
|                                                              | metrou                            | Linia 6 a metroului din Beijing (în chineză: 北京地铁6号线, transliterat: Běijīng dìtiě 6 hào xiàn)                                                                                               | Beijing                               | China                                             | 53.400      | 2012, 2018       | |
|                                                              | alimentare cu apă                 | Tunelul Želivka (în cehă Tunel Želivka) | Regiunea Boemia Centrală              | Cehia                                             | 51.970      | 1972             | Secțiune transversală 9–12 m² |
|                                                              | metrou                            | Linia 5 a metroului din Seul (în japoneză 서울 지하철 5호선, transliterat: Seoul jihacheol 5hoseon)                                                                                               | Seul                                  | Coreea de Sud                                     | 51.700      | 1995, 2021       | Cel mai lung tunel de metrou/tranzit rapid până în 2010, subtraversează Zona metropolitană Seul de la vest la est                                                                                            |
|                                                              | metrou                            | Linia 11 a metroului din Istanbul (în turcă M11 Metro Hattı) | Istanbul                              | Turcia                                            | 51.500      | 2023, 2024       | Cel mai lung tunel din Turcia |
|                                                              | canal desecare                    | Rothschönberger Stolln | Zona minieră Freiberg, Saxonia        | Germania                                          | 50.900      | 1844, 1882       | Cel mai lung tunel din lume până în 1945, secțiune transversală 6 m², parte a unui sit din Patrimoniul Mondial UNESCO                                                                                        |
|                                                              | cale ferată (2 linii)             | Tunelul Canalului Mânecii (în engleză Channel Tunnel) | Canalul Mânecii                       | Regatul Unit/ · Franța                            | 50.450      | 1994             | Al doilea cel mai lung tunel feroviar din lume până în 2016, cea mai lungă secțiune subacvatică, cel mai lung tunel internațional (secțiuni transversale 2×45 m² + 1×18 m²)                                  |
|                                                              | cale ferată (1 linie)             | Tunelul Yulhyeon (în coreeană 율현터널, transliterat: Yulhyeonteoneol) | Zona metropolitană Seul               | Coreea de Sud                                     | 50.300      | 2015             | Secțiune transversală 107 m², parte a căii ferate de mare viteză Suseo–Pyeongtaek |
|                                                              | alimentare cu apă                 | Tunelul dintre râul Arpa și lacul Sevan (în armeană Արփա գետի մինչև Սևանի երկարության թունել, transliterat: Arp’a geti minch’ev Sevani yerkarut’yan t’unel)                                       | Provincia Gegharkunik                 | Armenia · (construcție din perioada URSS)         | 48.358      | 1981             | Cel mai lung tunel construit pentru a restabili echilibrul ecologic, transferă apa din râul Arpa către lacul Sevan pentru a evita reducerea nivelului acestuia                                               |
|                                                              | metrou                            | Linia 1 (Sokolniceskaia) a metroului din Moscova (în rusă Соко́льническая ли́ния, transliterat: Sokólniceskaia línia)                                                                               | Moscova                               | Rusia · (construcție începută în perioada URSS)   | 46.500      | 1935- 2024       | Între stațiile Sokolniki și Potapovo |
|                                                              | metrou                            | Linia 3 (Arbațko-Pokrovskaia) a metroului din Moscova (în rusă Арба́тско-Покро́вская ли́ния, transliterat: Arbátsko-Pokróvskaia línia)                                                               | Moscova                               | Rusia · (construcție începută în perioada URSS)   | 45.100      | 1938- 2012       | Între stațiile Kievskaia și Piatnitskoe Shosse |
|                                                              | alimentare cu apă                 | Tunelul dintre Barajul Kazi și Barajul Moera al Proiectului de deviere a apei din zonele muntoase din Lesotho (în sotho Morero oa Metsi a Lihlaba Lesotho)                                        | Lesotho-Africa de Sud                 | Lesotho/ · Africa de Sud                          | 45.000      | 1997             | Cel mai lung tunel din Africa |
|                                                              | alimentare cu apă                 | Proiect de distribuție a apei brute de la Pahang la Selangor (în malaieză Projek Penyaluran Air Mentah Dari Pahang Ke Selangor)                                                                   | Pahang-Selangor                       | Malaysia                                          | 44.600      | 2014             | 5,2 m în diametru |
|                                                              | metrou                            | Linia 2 a metroului ușor din Wuhan (în chineză: 武汉轨道交通2号线, transliterat: Wǔhàn guǐdào jiāotōng 2 hào xiàn)                                                                                | Wuhan                                 | China                                             | 44.347      | 2012, 2019       | |
|                                                              | metrou                            | Linia 10 (Liublinsko-Dmitrovskaia) a metroului din Moscova (în rusă Люблинско-Дмитровская линия, transliterat: Liublinsko-Dmitrovskaia linia)                                                     | Moscova                               | Rusia · (construcție începută în perioada URSS)   | 44.300      | 1995- 2023       | Între stațiile Fizteh și Ziablikovo |
|                                                              | metrou                            | Linia 7 a metroului din Shanghai (în chineză: 上海轨道交通7号线, transliterat: Shànghǎi guǐdào jiāotōng 7 hào xiàn)                                                                               | Shanghai                              | China                                             | 44.200      | 2009, 2010       | |
|                                                              | alimentare cu apă                 | Tunelul 1 din Proiectul de deviere a apei de la sud la nord (în chineză: 南水北调工程, transliterat: Nánshuǐběidiào gōngchéng)                                                                    | Yangtze-Shanxi                        | China                                             | 43.670      | 2011             | |
|                                                              | alimentare cu apă                 | Tunelul 7 din Proiectul de deviere a apei de la sud la nord (în chineză: 南水北调工程, transliterat: Nánshuǐběidiào gōngchéng)                                                                    | Yangtze-Shanxi                        | China                                             | 43.500      | 2002             | |
|                                                              | metrou                            | Linia 2 (Zamoskvorețkaia) a metroului din Moscova (în rusă Замоскворецкая линия, transliterat: Zamoskvorețkaia linia)                                                                             | Moscova                               | Rusia · (construcție începută în perioada URSS)   | 42.800      | 1938- 2018       | Între stațiile Sokol și Belomorskaia |
|                                                              | metrou                            | Linia 8 a metroului din Beijing (în chineză: 北京地铁8号线, transliterat: Běijīng dìtiě 8 hào xiàn)                                                                                               | Beijing                               | China                                             | 42.600      | 2012, 2021       | |
|                                                              | metrou                            | Linia 15 a metroului din Shanghai (în chineză: 上海轨道交通15号线, transliterat: Shànghǎi guǐdào jiāotōng 15 hào xiàn)                                                                            | Shanghai                              | China                                             | 42.300      | 2021             | |
|                                                              | metrou                            | Linia 5 a metroului din Chengdu (în chineză: 成都地铁5号线, transliterat: Chéngdū dìtiě 5 hào xiàn)                                                                                               | Chengdu                               | China                                             | 42.300      | 2019             | |
|                                                              | metrou                            | Linia 1 a metroului din Xi'an (în chineză: 西安地铁1号线, transliterat: Xī'ān dìtiě 1 hào xiàn)                                                                                                   | Xi'an                                 | China                                             | 42.200      | 2013, 2023       | Între stațiile Gara de Vest Xianyang și Orașul Textilelor |
|                                                              | metrou                            | Linia 7 (Tagansko-Krasnopresnenskaia) a metroului din Moscova (în rusă Таганско-Краснопресненская линия, transliterat: Tagansko-Krasnopresnenskaia linia)                                         | Moscova                               | Rusia · (construcție începută în perioada URSS)   | 42.200      | 1966- 2015       | Între stațiile Taganskaia și Kotelniki |
|                                                              | metrou                            | Linia 14 a metroului din Beijing (în chineză: 北京地铁14号线, transliterat: Běijīng dìtiě 14 hào xiàn)                                                                                            | Beijing                               | China                                             | 42.000      | 2015, 2021       | |
|                                                              | metrou                            | Linia 6 a metroului din Tianjin (în chineză: 天津地铁6号线, transliterat: Tiānjīn dìtiě 6 hào xiàn)                                                                                               | Tianjin                               | China                                             | 42.000      | 2016, 2021       | |
|                                                              | metrou                            | Linia centrală de tranzit rapid din Singapore (MRT Downtown line) (în malaieză Laluan MRT Pusat Bandar)                                                                                           | Singapore                             | Singapore                                         | 41.900      | 2013, 2017       | Cea mai lungă linie de tranzit rapid din Asia de Sud-Est |
|                                                              | metrou                            | Linia 3 a metroului din Nanjing (în chineză: 南京地铁3号线, transliterat: Nánjīng dìtiě 3 hào xiàn)                                                                                               | Nanjing                               | China                                             | 41.567      | 2011, 2015       | Între stațiile Xinghuolu și Mozhoudonglu |
|                                                              | metrou                            | Linia 4 a metroului din Suzhou (în chineză: 苏州地铁4号线, transliterat: Sūzhōu dìtiě 4 hào xiàn)                                                                                                 | Suzhou                                | China                                             | 41.500      | 2017             | |
|                                                              | metrou                            | Linia 9 (Serpuhovsko-Timireazevskaia) a metroului din Moscova (în rusă Серпуховско-Тимирязевская линия, transliterat: Serpuhovsko-Timireazevskaia linia)                                          | Moscova                               | Rusia · (construcție începută în perioada URSS)   | 41.470      | 1983, 2002       | Între stațiile Altufievo și Bulvar Dmitria Donskogo |
|                                                              | metrou                            | Linia 12 a metroului din Madrid (în spaniolă Línea 12 del Metro de Madrid) | Madrid                                | Spania                                            | 40.900      | 1999, 2003       | |
|                                                              | metrou                            | Linia Oedo a metroului Toei (în japoneză 都営地下鉄大江戸線, transliterat: Toeichikatetsu ōedo-sen)                                                                                               | Tokyo                                 | Japonia                                           | 40.700      | 1991, 2000       | Între stațiile Tocho-mae – Shiodome – Hikarigaoka |
|                                                              | alimentare cu apă                 | Tunelul de apă din lacul de acumulare High Island (în chineză: 萬宜水庫的輸水隧道, transliterat: Wàn yí shuǐkù de shū shuǐ suìdào)                                                                | Peninsula Sai Kung, Hong Kong         | China                                             | 40.000      | 1976             | |
|                                                              | centrală hidroelectrică           | Tunelul de alimentare a centralei hidroelectrice Kárahnjúkar (în islandeză Kárahnjúkavirkjun) | Fljótsdalshreppur                     | Islanda                                           | 39.700      | 2003, 2007       | 7.2–7.6 m în diametru, secțiune transversală 45 m², parte a unui sistem de tuneluri cu o lungime totală de 72 km                                                                                             |
|                                                              | alimentare cu apă                 | Apeductul Quabbin (în engleză Quabbin Aqueduct) | Massachusetts                         | Statele Unite                                     | 39.600      | 1933             | Apeductul Quabbin transportă apa de la bazinul de acumulare Quabbin la bazinul de acumulare Wachusett |
|                                                              | metrou                            | Linia 4 a metroului din Chengdu (în chineză: 成都地铁4号线, transliterat: Chéngdū dìtiě 4 hào xiàn)                                                                                               | Chengdu                               | China                                             | 39.300      | 2015, 2017       | |
|                                                              | metrou                            | Linia 3 a metroului din Xi'an (în chineză: 西安地铁3号线, transliterat: Xī'ān dìtiě 3 hào xiàn)                                                                                                   | Xi'an                                 | China                                             | 39.000      | 2016             | |
|                                                              | metrou                            | Linia 7 a metroului din Chengdu (în chineză: 成都地铁7号线, transliterat: Chéngdū dìtiě 7 hào xiàn)                                                                                               | Chengdu                               | China                                             | 38.600      | 2017             | |
|                                                              | metrou                            | Linia 3 a metroului din Seul (în japoneză 서울 지하철 3호선, transliterat: Seoul jihacheol 3hoseon)                                                                                               | Seul                                  | Coreea de Sud                                     | 38.200      | 1985, 2010       | Între stațiile Apgujeong și Ogeum |
|                                                              | metrou                            | Linia 6 (Kalujsko-Rijskaia) a metroului din Moscova (în rusă Калужско-Рижская линия, transliterat: Kalujsko-Rijskaia linia)                                                                       | Moscova                               | Rusia · (construcție din perioada URSS)           | 37.800      | 1958, 1990       | Cel mai lung tunel feroviar între 1978 și 1984 și din noiembrie 1987 până în martie 1988, cel mai lung tunel de metrou/tranzit rapid între 1990 și 1995, între stațiile Novoiasenevskaia și Medvedkovo       |
|                                                              | metrou                            | Linia 1 a metroului din Shenzhen (în chineză: 深圳地铁1号线, transliterat: Shēnzhèn dìtiě 1 hào xiàn)                                                                                             | Shenzhen                              | China                                             | 37.497      | 2009, 2011       | |
|                                                              | metrou                            | Linia 1 a metroului din Chengdu (în chineză: 成都地铁1号线, transliterat: Chéngdū dìtiě 1 hào xiàn)                                                                                               | Chengdu                               | China                                             | 37.470      | 2010, 2018       | |
|                                                              | alimentare cu apă                 | Tunelul Harold D. Roberts (în engleză Harold D. Roberts Tunnel) | Colorado                              | Statele Unite                                     | 37.464      | 1962             | Transportă apa din bazinul hidrografic Colorado către bazinul hidrografic South Platte pentru a fi utilizată în zona metropolitană Denver, adâncime maximă 1.361 m                                           |
|                                                              | alimentare cu apă                 | Tunelul dintre Barajul Moera și râul Ash al Proiectului de deviere a apei din zonele muntoase din Lesotho (în sotho Morero oa Metsi a Lihlaba Lesotho)                                            | Lesotho-Africa de Sud                 | Lesotho/ · Africa de Sud                          | 37.000      | 1998             | Al doilea cel mai lung tunel din Africa |
| Shenzhen Metro Line 9 Train Display.jpg                      | metrou                            | Linia 9 a metroului din Shenzhen (în chineză: 深圳地铁9号线, transliterat: Shēnzhèn dìtiě 9 hào xiàn)                                                                                             | Shenzhen                              | China                                             | 36.180      | 2016, 2019       | Între stațiile Wenjin și Qianwan |
|                                                              | metrou                            | Linia 2 a metroului din Shenzhen (în chineză: 深圳地铁2号线, transliterat: Shēnzhèn dìtiě 2 hào xiàn)                                                                                             | Shenzhen                              | China                                             | 36.146      | 2010, 2011       | |
|                                                              | alimentare cu apă                 | Tunelul Dawushan al proiectului de alimentare cu apă Niulanjiang-Dianchi (în chineză: 牛栏江－滇池补水工程大五山隧洞, transliterat: Niú lán jiāng-diānchí bǔshuǐ gōngchéng dà wǔshān suìdòng)     | Yunnan                                | China                                             | 36.137      | 2013             | Proiect de deviere a râului Niulan către lacul Dianchi |
|                                                              | metrou                            | Linia 10 a metroului din Shanghai (în chineză: 上海轨道交通10号线, transliterat: Shànghǎi guǐdào jiāotōng 10 hào xiàn)                                                                            | Shanghai                              | China                                             | 36.000      | 2010             | |
| MRT map CC.svg                                               | metrou                            | Linia circulară de tranzit rapid din Singapore (MRT Circle Line) (în malaieză Laluan MRT Bulatan)                                                                                                 | Singapore                             | Singapore                                         | 35.700      | 2009, 2012       | |
|                                                              | metrou                            | Linia 2 a metroului din Busan (în coreeană 부산 도시철도 2호선, transliterat: Busan dosicheoldo 2hoseon)                                                                                          | Busan                                 | Coreea de Sud                                     | 35.500      | 1999, 2009       | Între stațiile Dongwon și Jangsan |
|                                                              | cale ferată                       | Tunelul lacului Songshan (în chineză: 用 松山湖隧, transliterat: Yòng sōngshān hú suì) | Dongguan                              | China                                             | 35.391      | 2016             | Cel mai lung tunel feroviar din China, calea ferată de mare viteză Dongguan–Huizhou |
|                                                              | metrou                            | Linia 6 a metroului din Seul (în japoneză 서울 지하철 6호선, transliterat: Seoul jihacheol 6hoseon)                                                                                               | Seul                                  | Coreea de Sud                                     | 35.100      | 2001             | |
|                                                              | metrou                            | Linia 7 a metroului din Seul (în japoneză 서울 지하철 7호선, transliterat: Seoul jihacheol 6hoseon)                                                                                               | Seul, Incheon, Bucheon și Gwangmyeong | Coreea de Sud                                     | 35.100      | 2000, 2012       | Între stațiile Cheongdam și Bupyeong-gu Office |
|                                                              | metrou                            | Linia 5 a metroului din Tianjin (în chineză: 天津地铁5号线, transliterat: Tiānjīn dìtiě 5 hào xiàn)                                                                                               | Tianjin                               | China                                             | 34.800      | 2018, 2021       | |
|                                                              | cale ferată (1 linie)             | Tunelul Lötschberg (în germană Lötschberg Basis Tunnel) | Alpii Bernezi                         | Elveția                                           | 34.577      | 2007             | Cel mai lung tunel feroviar terestru până la deschiderea tunelului Gotthard (2016), două tuburi cu o singură cale de-a lungul a 12 km, doar o singură cale de-a lungul a 22 km                               |
|                                                              | alimentare cu apă                 | Tunelul de alimentare a centralei electrice Evanger (în norvegiană Evanger kraftverk) | Voss, Vestland                        | Norvegia                                          | 34.300      | 1977             | Secțiune transversală 30 m2 |
|                                                              | metrou                            | Linia 4 a metroului din Istanbul (în turcă M4 Metro Hattı) | Istanbul                              | Turcia                                            | 34.050      | 2012             | |
|                                                              | alimentare cu apă                 | Tunelul Tyne-Tees (în engleză Tyne-Tees Tunnel) | Frosterley-Eggleston, Northumberland  | Regatul Unit                                      | 34.000      | 1983             | Tunelul oferă un mijloc de a utiliza excesul de apă a lacului Kielder pentru a face față deficiențelor din zonele centrale și sudice ale comitatului Northumberland                                          |
|                                                              | metrou                            | Linia 8 a metroului din Guangzhou (în chineză: 广州地铁8号线, transliterat: Guǎngzhōu dìtiě 8 hào xiàn)                                                                                           | Guangzhou                             | China                                             | 33.900      | 2010, 2020       | |
|                                                              | metrou                            | Linia principală U2 a metroului din München (în germană Stammstrecke 2 der Münchner U-Bahn) | München                               | Germania                                          | 33.800      | 1980, 2004       | Între stațiile Feldmoching și Messestadt Ost |
|                                                              | metrou                            | Linia 7 a metroului din Madrid (în spaniolă Línea 7 del Metro de Madrid) | Madrid                                | Spania                                            | 32.919      | 1974, 2007       | |
|                                                              | cale ferată (2 linii)             | Tunelul Guanjiao (în chineză: 关角隧道, transliterat: Guān jiǎo suìdào) | Qinghai-Tibet                         | China                                             | 32.645      | 2014             | Cel mai lung tunel de pe secțiunea modernizată cu două căi Xining–Golmud a căii ferate Qinghai–Tibet, cel mai lung tunel feroviar din China până în 2016, altitudine: 3.323,58 – 3.380,97 m                  |
|                                                              | metrou                            | Liniile Meijo și Meikō ale Metroului Municipal Nagoya (în japoneză 名古屋市営地下鉄, transliterat: Nagoyashieichikatetsu)                                                                         | Nagoya                                | Japonia                                           | 32.400      | 1965, 2004       | |
|                                                              | metrou                            | Linia 2 a metroului din Guangzhou (în chineză: 广州地铁2号线, transliterat: Guǎngzhōu dìtiě 2 hào xiàn)]                                                                                          | Guangzhou                             | China                                             | 32.000      | 2010             | |
|                                                              | alimentare cu apă                 | Tunelul dintre Barajul Mohale și Barajul Kazi al Proiectului de deviere a apei din zonele muntoase din Lesotho (în sotho Morero oa Metsi a Lihlaba Lesotho)                                       | Lesotho-Africa de Sud                 | Lesotho/ · Africa de Sud                          | 32.000      | 2004             | |
|                                                              | metrou                            | Linia U7 a metroului Berlin (în germană Berlin U-Bahn) | Berlin                                | Germania                                          | 31.800      | 1924, 1984       | Între stațiile Rathaus Spandau și Rudow |
|                                                              | alimentare cu apă                 | Tunelul Talave (în spaniolă Túnel de Talave) | Albacete                              | Spania                                            | 31.800      | 1979             | Parte a sistemului de deviere a apei fluviului Tajo către lacul de acumulare Segura (Trasvase Tajo-Segura)                                                                                                   |
|                                                              | alimentare cu apă                 | Tunelul Gerede(în turcă Gerede Tüneli) | Ankara                                | Turcia                                            | 31.592      | 2019             | Cel mai lung tunel de apă potabilă din Turcia, 5,2 m în diametru |
|                                                              | metrou                            | Linia Bundang a metroului din Seul (în japoneză 분당선, transliterat: Bundangseon) | Seul, Seongnam și Yongin              | Coreea de Sud                                     | 31.400      | 1994, 2012       | Între stațiile Seoul Forest și Jukjeon |
|                                                              | metrou                            | Linia 2 a metroului din Daegu (în japoneză 대구 도시철도 2호선, transliterat: Daegu dosicheoldo 2hoseon)                                                                                          | Daegu                                 | Coreea de Sud                                     | 31.400      | 2005, 2012       | |
|                                                              | rețea apă uzată                   | Tunelul de adâncime Milwaukee Metropolitan Sewerage District faza 1 (în engleză Milwaukee Metropolitan Sewerage District Deep Tunnel Phase 1)                                                     | Milwaukee County, Wisconsin           | Statele Unite                                     | 31.221      | 1993             | Tunelul asigură transferul apelor uzate către o stație de epurare, pentru a preveni deversarea acestora în Lacul Michigan                                                                                    |
| Flash light map of SFM04 train of Line 1, Beijing Subway.jpg | metrou                            | Linia 1 a metroului din Beijing (în chineză: 北京地铁1号线, transliterat: Běijīng dìtiě 1 hào xiàn)                                                                                               | Beijing                               | China                                             | 31.040      | 1971, 2000       | |
|                                                              | metrou                            | Magistrala 1 (M1) a metroului din București | București                             | România                                           | 31.010      | 1979, 1992       | O secțiune de 8.670 m a traseului este utilizată în comun cu Magistrala 3 (M3) |
|                                                              | metrou                            | Linia 2 (portocalie) a metroului din Montreal (în engleză Orange Line of Montreal Metro) | Montreal                              | Canada                                            | 30.798      | 1966, 2007       | Între stațiile Côte-Vertu și Montmorency |
|                                                              | metrou                            | Linia 2 a metroului din Shanghai (în chineză: 上海轨道交通2号线, transliterat: Shànghǎi guǐdào jiāotōng 2 hào xiàn)                                                                               | Shanghai                              | China                                             | 30.187      | 2000             | |
|                                                              | metrou                            | Linia 2 (Moskovsko-Petrogradskaia) a metroului din Sankt Petersburg (în rusă Московско-Петроградская линия, transliterat: Moskovsko-Petrogradskaia linia)                                         | Sankt Petersburg                      | Rusia · (construcție începută în perioada URSS)   | 30.100      | 1961, 2006       | Între stațiile Parnas și Kupcino |
|                                                              | metrou                            | Linia 5 a metroului din Guangzhou (în chineză: 广州地铁5号线, transliterat: Guǎngzhōu dìtiě 5 hào xiàn)]                                                                                          | Guangzhou                             | China                                             | 29.900      | 2009             | |
|                                                              | metrou                            | Linia 4 a metroului din Nanjing (în chineză: 南京地铁4号线, transliterat: Nánjīng dìtiě 4 hào xiàn)                                                                                               | Nanjing                               | China                                             | 29.805      | 2011, 2017       | Între stațiile Longjiang și Xigang Huashu |
|                                                              | alimentare cu apă                 | Tunelul Shandaken (în engleză Shandaken Tunnel) | Catskill Mountains, New York          | Statele Unite                                     | 29.780      | 1924             | Parte a sistemului de aprovizionare cu apă a New York City |
|                                                              | metrou                            | Linia 8 a metroului din Shanghai (în chineză: 上海轨道交通8号线, transliterat: Shànghǎi guǐdào jiāotōng 8 hào xiàn)                                                                               | Shanghai                              | China                                             | 29.650      | 2007, 2009       | |
|                                                              | metrou                            | Linia 1 (Kirovsko-Vîborgskaia) a metroului din Sankt Petersburg (în rusă Кировско-Выборгская линия, transliterat: Kirovsko-Vîborgskaia linia)                                                     | Sankt Petersburg                      | Rusia · (construcție din perioada URSS)           | 29.600      | 1955, 1978       | Între stațiile Prospekt Veteranov și Deviatkino |
|                                                              | metrou                            | Linia 10 a metroului din Shanghai (în chineză: 上海轨道交通10号线, transliterat: Shànghǎi guǐdào jiāotōng 10 hào xiàn)                                                                            | Shanghai                              | China                                             | 29.600      | 2010             | |
|                                                              | alimentare cu apă                 | Tunelul Evinos – Mornos (în greacă Σήραγγα Ευήνου - Μόρνου) | Aetolia-Acarnania                     | Grecia                                            | 29.393      | 1995             | Tunelul Mornos-Evinos asigură transportul apei din lacul de acumulare Evinos către lacul de acumulare Mornos                                                                                                 |
|                                                              | metrou                            | Linia 2 a metroului din Chengdu (în chineză: 成都地铁2号线, transliterat: Chéngdū dìtiě 2 hào xiàn)                                                                                               | Chengdu                               | China                                             | 29.000      | 2012, 2013       | Tunelul nu este terminat, include fazele 1 și 2 |
|                                                              | alimentare cu apă                 | Apeductul Hultman (în engleză Hultman Aqueduct) | Massachusetts                         | Statele Unite                                     | 28.640      | 1939             | 3,5 m-4,3 m în diametru, secțiune transversală 15 m², în curs de reabilitare |
|                                                              | metrou                            | Linia de metrou Centru și Sud Vest din Sydney (în engleză Sydney Metro City & Southwest) | Sydney, New South Wales               | Australia                                         | 28.500      | 2019, 2024       | Între stațiile Sydenham și Tallawong |
|                                                              | alimentare cu apă                 | Tunelul Palacio–Rioblanco (în spaniolă túnel Palacio–Rioblanco) | Bogotá                                | Columbia                                          | 28.500      | 1984             | |
|                                                              | cale ferată (2 linii)             | Tunelul Guadarrama (în spaniolă Túnel ferroviario de alta velocidad de Guadarrama) | Sierra de Guadarrama                  | Spania                                            | 28.377      | 2007             | |
|                                                              | alimentare cu apă                 | Tunelul de alimentare cu apă MetroWest (în engleză MetroWest Water Supply Tunnel) | Massachusetts                         | Statele Unite                                     | 28.300      | 2003             | 4,3 m în diametru, secțiune transversală 15 m² |
|                                                              | cale ferată (2 linii)             | Tunelul Qinling de Vest (în chineză: 西秦岭隧道, transliterat: Xī qínlǐng suìdào) | Gansu                                 | China                                             | 28.236      | 2016             | Calea ferată Chongqing–Lanzhou |
|                                                              | metrou                            | Linia Bannan (albastră) a metroului din Taipei (în chineză: 西秦岭隧道, transliterat: Bǎn nán xiàn)                                                                                               | Taipei                                | Taiwan                                            | 28.200      | 1999, 2015       | |
|                                                              | metrou                            | Linia 4 a metroului din Beijing (în chineză: 北京地铁4号线, transliterat: Běijīng dìtiě 4 hào xiàn)                                                                                               | Beijing                               | China                                             | 28.165      | 2009, 2010       | |
|                                                              | metrou                            | Linia Tanimachi a metroului din Osaka (în japoneză Osaka Metro谷町線, transliterat: Osaka metoro Tanimachisen)                                                                                    | Osaka                                 | Japonia                                           | 28.100      | 1967, 1983, 2017 | Între stațiile Dainichi și Yaominami |
|                                                              | metrou                            | Linia 9 a metroului din Seul (în japoneză 서울 지하철 9호선, transliterat: Seoul jihacheol 9hoseon)                                                                                               | Seul                                  | Coreea de Sud                                     | 28.100      | 2009, 2015       | Între stațiile Aeroportul Gimpo și Complexul Sportiv |
|                                                              | cale ferată (1 linie)             | Tunelul de munte Taihang (în chineză: 太行山隧道, transliterat: Tàixíngshān suìdào) | Munții Taihang, Hebei-Shanxi          | China                                             | 27.848      | 2007             | Calea ferată de mare viteză Shijiazhuang–Taiyuan |
|                                                              | metrou                            | Linia nordică a metroului din Londra (în engleză Northern line of London Underground) | Londra                                | Regatul Unit                                      | 27.800      | 1890, 1940       | Cel mai lung tunel feroviar din Regatul Unit, între stațiile Morden și East Finchley |
|                                                              | metrou                            | Linia 1 a metroului din Shenyang (în chineză: 沈阳地铁1号线, transliterat: Shěnyáng dìtiě 1 hào xiàn)                                                                                             | Shenyang                              | China                                             | 27.800      | 2010             | |
|                                                              | alimentare cu apă                 | Tunelul Dagongshan al proiectului de alimentare cu apă Niulanjiang-Dianchi (în chineză: 牛栏江－滇池补水工程大公山隧洞, transliterat: Niú lán jiāng-diānchí bǔshuǐ gōngchéng dàgōng shān suìdòng) | Xundian, Yunnan                       | China                                             | 27.229      | 2013             | Proiect de deviere a râului Niulan către lacul Dianchi |
|                                                              | alimentare cu apă                 | Tunelul Proiectului de alimentare cu apă potabilă Melamchi (în nepaleză मेलम्ची खानेपानी आयोजना, transliterat: Mēlamcī khānēpānī āyōjanā)                                                                  | Melamchi-Kathmandu                    | Nepal                                             | 27.000      | 2021             | Proiect de alimentare cu apă potabilă a Văii Kathmandu |
|                                                              | metrou                            | Linia 1 a metroului din Incheon (în japoneză 仁川都市鐵道1號線, transliterat: Rénchuān dūshì tiědào 1 hào xiàn)                                                                                   | Incheon                               | Coreea de Sud                                     | 27.000      | 1999, 2009       | Între stațiile Bakchon și International Business District |
|                                                              | accelerator de particule          | Tunelul acceleratorului de particule LEP (în engleză Large Electron–Positron Collider) | CERN                                  | Elveția/ · Franța                                 | 26.659      | 1988             | Tunel de formă inelară cu secțiune transversală de 11,3–15,9 m², utilizat de Large Hadron Collider |
|                                                              | metrou                            | Linia 5 a metroului din Istanbul (în turcă M5 Metro Hattı) | Istanbul                              | Turcia                                            | 26.500      | 2017, 2018, 2024 | Între stațiile Üsküdar și Sultanbeyli |
|                                                              | cale ferată (1 linie)             | Tunelul Hakkōda (în japoneză 八甲田トンネル, transliterat: Hakkōda ton'neru) | Munții Hakkōda, Prefectura Aomori     | Japonia                                           | 26.455      | 2010             | Secțiune transversală 64–74 m², calea ferată de mare viteză Tōhoku (Tōhoku Shinkansen) |
|                                                              | alimentare cu apă                 | Tunelul de irigații Urfa (în turcă Urfa Tüneli) | Provincia Șanlıurfa                   | Turcia                                            | 26.400      | 2005             | Tunelul transportă apa de irigare de la barajul Atatürk către câmpiile Harran și Mardin |
|                                                              | metrou                            | Linia 9 a metroului din Shanghai (în chineză: 上海轨道交通9号线, transliterat: Shànghǎi guǐdào jiāotōng 9 hào xiàn)                                                                               | Shanghai                              | China                                             | 26.263      | 2007, 2010       | |
|                                                              | centrală hidroelectrică           | Tunelul de alimentare a centralei hidroelectrice Gilgel Gibe II (în engleză Gilgel Gibe II Power Station)                                                                                         | Wolaita/Dawro                         | Etiopia                                           | 26.000      | 2005, 2009       | Tunelul s-a prăbușit parțial și a fost reparat în 2010 |
|                                                              | alimentare cu apă                 | Tunelul 5 din Proiectul de deviere a apei de la sud la nord (în chineză: 南水北调工程, transliterat: Nánshuǐběidiào gōngchéng)                                                                    | Yangtze-Shanxi                        | China                                             | 26.000      | 2002             | |
|                                                              | cale ferată (2 linii)             | Tunelul secțiunii Hong Kong a Legăturii feroviare expres Guangzhou-Shenzhen-Hong Kong (în chineză: 廣深港高速鐵路香港段, transliterat: Guǎng shēn gǎng gāosù tiělù xiānggǎng duàn)                | Guangzhou-Shenzhen-Hong Kong          | China                                             | 26.000      | 2018             | Calea ferată de mare viteză Guangzhou-Shenzhen-Hong Kong (XRT) |
|                                                              | metrou                            | Linia 1 a metroului din Daegu (în coreeană 대구 도시철도 1호선, transliterat: Daegu dosicheoldo 1hoseon)                                                                                          | Daegu                                 | Coreea de Sud                                     | 25.900      | 1997, 2002       | |
|                                                              | metrou                            | Linia metropolitană de tranzit rapid Chaloem Ratchamongkon (albastră) (în thailandeză รถไฟฟ้ามหานคร สายเฉลิมรัชมงคล, transliterat Rt̄hfịf̂ā mh̄ānkhr s̄āy c̄helim rạch mngkhl)                            | Bangkok                               | Thailanda                                         | 25.800      | 2004, 2019       | Lungimea totală este de 47,8 km și 42 de stații, secțiunea subterană are 22 de stații |
|                                                              | cale ferată (1 linie)             | Tunelul Iwate-Ichinohe (în japoneză 岩手一戸トンネル, transliterat: Iwateichinohe ton'neru) | Munții Ōu, Iwate-Aomori               | Japonia                                           | 25.810      | 2002             | Cel mai lung tunel terestru din lume până în 2007, calea ferată de mare viteză Tōhoku (Tōhoku Shinkansen) |
|                                                              | alimentare cu apă                 | Apeductul Sudbury (în engleză Sudbury Aqueduct) | Massachusetts                         | Statele Unite                                     | 25.750      | 1878             | Conceput pentru a transporta apa din bazinul hidrografic al râului Sudbury către Boston și comunitățile din jur, este scos din uz și utilizat ca sistem de rezervă                                           |
|                                                              | metrou                            | Linia 1 a metroului din Suzhou (în chineză: 苏州地铁1号线, transliterat: Sūzhōu dìtiě 1 hào xiàn)                                                                                                 | Suzhou                                | China                                             | 25.739      | 2007, 2011       | |
|                                                              | metrou                            | Linia 3 a metroului din Atena (în greacă Γραμμή 3 του μετρό της Αθήνας, transliterat: Grammí 3 tou metró tis Athínas)                                                                             | Atena                                 | Grecia                                            | 25.200      | 1992, 2022       | Linia 3 măsoară 46,5 km lungime, din care doar 25,2 km sunt în subteran |
|                                                              | metrou                            | Tunelul Kivenlahti–Sörnäinen a metroului din Helsinki (în finlandeză Helsingin metro) | Espoo, Helsinki                       | Finlanda                                          | 25.200      | 1982, 2022       | |
|                                                              | metrou                            | Linia Zhonghe–Xinlu (portocalie) a metroului din Taipei (în chineză: 中和新蘆線, transliterat: Zhōng hé xīn lú xiàn)                                                                              | Taipei                                | Taiwan                                            | 25.100      | 1998, 2013       | Între stațiile Huilong și Nanshijiao |
|                                                              | cale ferată (2 linii)             | Tunelul Musil (în coreeană 무실터널, transliterat: Musilteoneol) | Wonju–Jecheon                         | Coreea de Sud                                     | 25.080      | 2021             | Tunel pe linia de cale ferată Jungang |
|                                                              | centrală hidroelectrică           | Tunelul de alimentare al centralei hidroelectrice Coca Codo-Sinclair (în spaniolă Túnel de Conducción de la planta hidroeléctrica Coca Codo-Sinclair)                                             | Provincia Napo-Provincia de Sucumbíos | Ecuador                                           | 24.823      | 2015             | 8,2 m în diametru, Coca Codo Sinclair este cea mai mare centrală hidroelectrică din Ecuador |
|                                                              | cale ferată (2 linii)             | Tunelul Pajares (în spaniolă Túnel de Pajares) | Asturias-León                         | Spania                                            | 24.667      | 2023             | |
|                                                              | metrou                            | Linia Yurakucho a metroului din Tokyo (în japoneză 東京メトロ有楽町線, transliterat: Tōkyō metoro yūrakuchōsen)                                                                                   | Tokyo                                 | Japonia                                           | 24.600      | 1974, 1988       | Între stațiile Wakoshi și Shin-Kiba |
|                                                              | rețea rutieră                     | Tunelul Lærdal (în norvegiană Lærdalstunnelen) | Lærdal–Aurland                        | Norvegia                                          | 24.510      | 2000             | Cel mai lung tunel rutier din lume |
|                                                              | alimentare cu apă                 | Tunelul de deviere a apei Tai Lam Chung (în chineză: 大欖湧隧道, transliterat: Dà lǎn yǒng suìdào)                                                                                                | Tai Lam Chung-Chai Wan Kok, Hong Kong | China                                             | 24.450      | 1957- 1974       | |
|                                                              | alimentare cu apă                 | Tunelul Dabanshan al canalului principal Yindajihuang (în chineză: 引大济湟总干渠达坂山隧洞 , transliterat: Yǐn dà jì huáng zǒng gànqú dá bǎnshān suìdòng)                                        | Menyuan-Datong, Qinghai               | China                                             | 24.166      | 2015             | Proiectul hidroenergetic Shitouxia - Rezervorul Heiquan, 5 m în diametru |
|                                                              | metrou                            | Linia 2 (galbenă) a metroului din Delhi (în hindi लाइन 2 (येलो लाइन) के दिल्ली मेट्रो, transliterat: Lain 2 (yelo lain) ke dillee metro)                                                                     | Delhi                                 | India                                             | 24.000      | 2004, 2010       | Cel mai lung tunel din India, între stațiile GTB Nagar și Qutub Minar |
|                                                              | alimentare cu apă                 | Tunelul barajului Grande Dixence (în franceză Tunnel du Barrage de la Grande-Dixence) | Hérémence, Cantonul Valais            | Elveția                                           | 24.000      | 1951- 2010       | Parte a unui sistem de pompare a apei către lacul de acumulare Grande Dixence cu o lungime totală de 100 km                                                                                                  |
|                                                              | metrou                            | Linia 1 a metroului din Madrid (în spaniolă Línea 1 del Metro de Madrid) | Madrid                                | Spania                                            | 23.876      | 1919, 2007       | |
|                                                              | cale ferată                       | Tunelul Lainzer/Wienerwaldtunnel (în germană Lainzer/Wienerwaldtunnel) | Viena                                 | Austria                                           | 23.844      | 2012             | |
|                                                              | alimentare cu apă                 | Tunelul Eucumbene-Snowy (în engleză Eucumbene-Snowy Tunnel) | New South Wales                       | Australia                                         | 23.500      | 1965             | Parte a rețelei de tuneluri Snowy Mountains Scheme cu o lungime totală de 145 km |
|                                                              | cale ferată                       | Tunelul Lvliangshan de Sud (în chineză: 南吕梁山隧道, transliterat: Nán lǚliáng shān suìdào) | Shanxi                                | China                                             | 23.465      | 2014             | 2 tuburi, calea ferată Shanxi–Henan–Shandong |
|                                                              | metrou                            | Linia 6 a metroului din Madrid (în spaniolă Línea 6 del Metro de Madrid) | Madrid                                | Spania                                            | 23.472      | 1979, 2007       | |
|                                                              | metrou                            | Linia 1 (verde) a metroului din Montreal (în engleză Green Line of Montreal Metro) | Montreal                              | Canada                                            | 23.262      | 1966, 2007       | Între stațiile Angrignon și Honoré-Beaugrand |
|                                                              | metrou                            | Linia 5 a metroului din Madrid (în spaniolă Línea 5 del Metro de Madrid) | Madrid                                | Spania                                            | 23.217      | 1968- 2006       | Între stațiile Alameda de Osuna și Empalme |
|                                                              | centrală hidroelectrică           | Tunelul de alimentare a centralei hidroelectrice Kishanganga (în hindi किशनगंगा जलविद्युत संयंत्र, transliterat: Kishanaganga jalavidyut sanyantr)                                                         | Jammu și Cașmir                       | India                                             | 23.200      | 2017             | |
|                                                              | cale ferată                       | Tunelul subteran de cale ferată din Taipei (în chineză: 臺北鐵路地下化專案, transliterat: Táiběi tiělù dìxià huà zhuān'àn)                                                                        | Taipei                                | Taiwan                                            | 23.108      | 1983, 2008       | Între gările Xike și Fuzhou (Ukisu) |
|                                                              | metrou                            | Linia 1 a metroului din Varșovia (în poloneză Linia M1 metra w Warszawie) | Varșovia                              | Polonia                                           | 23.100      | 1983, 2008       | Între stațiile Kabaty și Młociny |
| 北京地铁一、二期“环起来”示意图.png                           | metrou                            | Linia 2 a metroului din Beijing (în chineză: 北京地铁2号线, transliterat: Běijīng dìtiě 2 hào xiàn)                                                                                               | Beijing                               | China                                             | 23.100      | 1969, 1987       | Traseu circular |
|                                                              | metrou                            | Linia IND Eighth Avenue a metroului din New York (în engleză IND Eighth Avenue Line) | New York                              | Statele Unite                                     | 23.000      | 1932, 1933       | Între stațiile 207th Street (Inwood) și High Street (Brooklyn Heights), inițial parte a sistemului de tranzit rapid Independent Subway System din New York                                                   |
|                                                              | centrală hidroelectrică           | Tunelul de deviere a apei către Hidrocentrala Xinma (în chineză: 新马水电站引水隧洞, transliterat: Xīn mǎ shuǐdiànzhàn yǐnshuǐ suìdòng)                                                           | Sichuan                               | China                                             | 22.975      | 2009             | |
|                                                              | cale ferată                       | Tunelul Zhongtianshan (în chineză: 中天山隧道, transliterat: Zhōng tiānshān suìdào) | Toksun-Heshuo, Xinjiang               | China                                             | 22.467      | 2014             | Calea ferată Xinjiang |
|                                                              | centrală hidroelectrică           | Tunelul de alimentare a centralei hidroelectrice Jiniu (în chineză: 吉牛水电站引水隧洞, transliterat: Jí niú shuǐdiànzhàn yǐnshuǐ suìdòng)                                                        | Danba, Sichuan                        | China                                             | 22.377      | 2013             | |
|                                                              | cale ferată                       | Tunelul Iiyama (în japoneză 飯山トンネル, transliterat: Īyama ton'neru) | Iiyama                                | Japonia                                           | 22.225      | 2015             | Calea ferată de mare viteză Hokuriku (Hokuriku Shinkansen) |
|                                                              | cale ferată                       | Tunelul Daishimizu (Oshimizu) (în japoneză 大清水トンネル, transliterat: Ōshimizu ton'neru) | Muntele Tanigawa, Gunma-Niigata       | Japonia                                           | 22.221      | 1982             | Cel mai lung tunel de cale ferată din lume până în 1988 |
|                                                              | alimentare cu apă                 | Tunelul Eucumbene-Tumut (în engleză Eucumbene-Tumut Tunnel) | New South Wales                       | Australia                                         | 22.200      | 1959             | Parte a rețelei de tuneluri Snowy Mountains Scheme cu o lungime totală de 145 km |
|                                                              | cale ferată                       | Tunelul Qingyunshan (în chineză: 青云山隧道, transliterat: Qīngyún shān suìdào) | Fuzhou-Baisha, Fujian                 | China                                             | 22.060      | 2013             | Calea ferată Yongpu |
|                                                              | rețea rutieră                     | Tunelul WestConnex | Sydney, New South Wales               | Australia                                         | 22.000      | 2023             | Cel mai mare și mai lung tunel rutier din Australia, parte a rețelei subterane WestConnex (33 km) |
|                                                              | centrală hidroelectrică           | Tunelul de alimentare al centralei hidrolelectrice Tala (în engleză Tala Hydroelectric Power Station)                                                                                             | Districtul Chukha                     | Bhutan                                            | 22.000      | 2006             | |
|                                                              | cale ferată                       | Tunelul Daegwallyeong (în coreeană 대관령터널, transliterat: Daegwanlyeongteoneol) | Pyeongchang–Gangneung                 | Coreea de Sud                                     | 21.755      | 2017             | Parte a liniei de cale ferată Gyeonggang |
|                                                              | centrală hidroelectrică           | Tunelul de alimentare al centralei hidrolelectrice Shangtongba (în chineză: 上通坝水电站引水隧洞, transliterat: Shàng tōng bà shuǐdiànzhàn yǐnshuǐ suìdòng)                                       | Litang-Muli, Sichuan                  | China                                             | 21.746,3    | 2014             | |
|                                                              | alimentare cu apă                 | Tunelul dintre râul Vorotan și râul Arpa (în armeană Որոտան-Արփա թունել, transliterat: Vorotan-Arp’a t’unel)                                                                                      | Provincia Gegharkunik                 | Armenia · (construcție începută în perioada URSS) | 21.652      | 2004             | Tunel construit pentru restabilirea echilibrului ecologic, transferă apa din râul Vorotan către râul Arpa, ulterior aceasta fiind transportată către lacul Sevan pentru a evita reducerea nivelului acestuia |
|                                                              | cale ferată                       | Tunelul Yanshan din Zhangjiakou (în chineză: 燕山隧道 (张家口市), transliterat: Yànshān suìdào (Zhāngjiākǒu shì))                                                                                 | Zhangjiakou, Hebei                    | China                                             | 21.178      | 2015             | Parte a liniei de cale ferată Zhangtang |
|                                                              | cale ferată                       | Linia Mita a metroului Toei din Tokyo (în japoneză 都営地下鉄三田線, transliterat: Toeichikatetsu sandasen)                                                                                       | Tokyo                                 | Japonia                                           | 21.100      | 1968, 2000       | Între stațiile Meguro și Shimura-Sakaue |
|                                                              | metrou                            | Linia Victoria a metroului din Londra [în engleză Victoria line (London Underground)] | Londra                                | Regatul Unit                                      | 21.000      | 1968- 1971       | Între stațiile Brixton și Walthamstow Central |
|                                                              | accelerator de particule          | Acceleratorul de protoni UNK (în rusă Ускорительно-накопительный комплекс, transliterat: Uskoritelno-nakopitelnîi kompleks)                                                                       | Protvino, Regiunea Moscova            | Rusia · (construcție începută în perioada URSS)   | 21.000      | 1994             | Incomplet, lucrările de construcție s-au oprit după finalizarea tunelului din inelul principal |
|                                                              | metrou                            | Linia Obolonsko–Teremkivska a metroului din Kiev [în ucraineană Оболонсько-Теремківська лінія, transliterat: Obolonsko-Teremkivska linia]                                                         | Kiev                                  | Ucraina                                           | 20.950      | 1976- 2013       | Între stațiile Heroiv Dnipra și Teremki |
|                                                              | metrou                            | Linia de metrou Guangfo (în chineză: 广佛地铁, transliterat: Guǎng fú dìtiě) | Guangzhou-Foshan                      | China                                             | 20.900      | 2010             | |
| Lüliangshan Tunnel.png                                       | cale ferată (2 linii)             | Tunelul Luliangshan (în chineză: 吕梁山隧道, transliterat: Lǚliáng shān suìdào) | Shanxi                                | China                                             | 20.785      | 2011             | 2 tuburi, calea ferată Taiyuan–Zhongwei–Yinchuan |
|                                                              | metrou                            | Linia 4 a metroului din Shanghai (în chineză: 上海轨道交通4号线, transliterat: Shànghǎi guǐdào jiāotōng 4 hào xiàn)                                                                               | Shanghai                              | China                                             | 20.740      | 2005, 2007       | |
|                                                              | metrou                            | Linia 1 a metroului din Barcelona (în spaniolă Línea 1 del Metro de Barcelona) | Barcelona                             | Spania                                            | 20.700      | 1926, 1992       | |
|                                                              | centrală hidroelectrică           | Tunelul Ward (în engleză Ward Tunnel) | California                            | Statele Unite                                     | 20.610      | 1920, 1925       | Parte a Big Creek Hydroelectric Project |
|                                                              | metrou                            | Linia 1 a metroului din Busan (în coreeană 부산 도시철도 1호선, transliterat: Busan dosicheoldo 1hoseon)                                                                                          | Busan                                 | Coreea de Sud                                     | 20.600      | 1985, 1994       | Între stațiile Busan Natl Univ. Edu. și Hadan |
|                                                              | metrou                            | Linia 2 a metroului din Xi'an (în chineză: 西安地铁2号线, transliterat: Xī'ān dìtiě 2 hào xiàn)                                                                                                   | Xi'an                                 | China                                             | 20.500      | 2011             | |
|                                                              | metrou                            | Linia 1 a metroului din Daejeon (în coreeană 대전 도시철도 1호선, transliterat: Daejeon dosicheoldo 1hoseon)                                                                                      | Daejeon                               | Coreea de Sud                                     | 20.470      | 2006, 2007       | |
|                                                              | metrou                            | Linia 2 a metroului din Nanjing (în chineză: 南京地铁2号线, transliterat: Nánjīng dìtiě 2 hào xiàn)                                                                                               | Nanjing                               | China                                             | 20.380      | 2010             | |
|                                                              | metrou                            | Linia 6 a metroului din Shanghai (în chineză: 上海轨道交通6号线, transliterat: Shànghǎi guǐdào jiāotōng 6 hào xiàn)                                                                               | Shanghai                              | China                                             | 20.336      | 2007             | |
|                                                              | cale ferată                       | Tunelul Geumjeong (în coreeană 금정터널, transliterat: Geumjeongteoneol) | Busan                                 | Coreea de Sud                                     | 20.323      | 2010             | Calea ferată de mare viteză Gyeongbu |
|                                                              | alimentare cu apă                 | Tunelul de deviere a apei Plover Cove (în chineză: 船灣隧道, transliterat: Chuán wān suìdào) | Plover Cove, Tai Po, Hong Kong        | China                                             | 20.200      | 1965- 1971       | Parte a Plover Cove Stage 1 Tunnels, tunel de alimentare a Stației de tratare a apei Sha Tin |
|                                                              | alimentare cu apă                 | Tunelul Qingfengxia al proiectului de diversiune Hongjishi (în chineză: 引红济石工程青峰峡隧洞, transliterat:Yǐn hóng jì shí gōngchéng qīngfēng xiá suìdòng)                                      | Taibai, Shaanxi                       | China                                             | 20.180      | 2017             | Proiectul Hongjishi asigură transportul apei râului Hóng yán către râul Shítou |
|                                                              | metrou                            | Linia Tozai a metroului municipal din Sapporo (în japoneză 札幌市営地下鉄東西線, transliterat: Sapporoshieichikatetsu Tōzaisen)                                                                   | Sapporo                               | Japonia                                           | 20.100      | 1976- 1999       | Între stațiile Miyanosawa și Shin-Sapporo |
|                                                              | cale ferată (2 linii)             | Tunelul Wushaoling (în chineză: 乌鞘岭隧道, transliterat: Wū qiào lǐng suìdào) | Wuwei, Gansu                          | China                                             | 20.060      | 2006, 2007       | 2 tuburi |
|                                                              | alimentare cu apă                 | Tunelul transandin al Proiectului Special Olmos (în spaniolă Túnel trasandino del Proyecto Especial Olmos)                                                                                        | Guabal, Cajamarca                     | Peru                                              | 20.000      | 2011             | Proiectul Special Olmos asigură transportul apei râului Huancabamba de la barajul Limón către Valea Olmos |
|                                                              | rețea transport energie electrică | Tunelul London Connection | Elstree-St John’s Wood, Londra        | Regatul Unit                                      | 20.000      | 2005             | 3 m în diametru, parte a rețelei de alimentare cu energie electrică (400 kV) a zonelor centrală și nord-vestică din Londra                                                                                   |

## Lista celor mai lungi tuneluri din lume aflate în construcție
| Imagine | Tip                        | Nume | Locație                                      | Țară                | Lungime (m) | An               | Observații |
|         |                            | |                                              |                     |             |                  | |
| ------- | -------------------------- | --- | -------------------------------------------- | ------------------- | ----------- | ---------------- | --- |
|         | alimentare cu apă          | Tunelul Tibet-Xinjiang (în chineză: 西藏新疆隧道, transliterat: Xīzàng xīnjiāng suìdào) | Regiunea Autonomă Tibet-Xinjiang             | China               | 1.000.000   |                  | Tunel utilizat pentru devierea apei râului Tibet în Xinjiang, va deveni cel mai lung tunel din lume după finalizare                                                                                           |
|         | alimentare cu apă          | Tunelul Kashuang din Proiectul de aprovizionare cu apă din Xinjiang de Nord Faza a II-a Vest (în chineză: 北疆供水工程二期喀双隧洞, transliterat: Běi jiāng gōngshuǐ gōngchéng èr qí kā shuāng suìdòng)  | Xinjiang                                     | China               | 280.000     |                  | Tunelul asigură transportul apei rezultate din topirea zăpezii și gheții de pe munții Altai către regiunea Xinjiang                                                                                           |
|         | alimentare cu apă          | Proiectul de deviere a apei fluviului Yangtze către râul Han (în chineză: 引江补汉工程, transliterat: Yǐn jiāng bǔ hàn gōngchéng)                                                                        | Yichang-Danjiangkou, Hubei                   | China               | 194.311     | 2031             | Cel mai lung tunel de deviere a apei sub presiune aflat în construcție în China, asigură transportul apei fluviului Yangtze către râul Han                                                                    |
|         | alimentare cu apă          | Al doilea tunel din Proiectul de aprovizionare cu apă din Xinjiang de Nord Faza a II-a Vest (în chineză: 北疆供水工程二期西二隧洞, transliterat: Běi jiāng gōngshuǐ gōngchéng èr qí xī èr suìdòng)       | Xinjiang                                     | China               | 139.040     | 2031             | |
|         | cale ferată                | Canalul trans-marin din Strâmtoarea Bohai (în chineză: 渤海海峡跨海通道, transliterat: Bóhǎi hǎixiá kuà hǎi tōngdào)                                                                                     | Strâmtoarea Bohai, Marea Galbenă             | China               | 123.000     |                  | Tunel între orașele Dalian din Peninsula Liaodong și Yantai din Peninsula Shandong |
|         | cale ferată                | Tunelul Helsinki-Tallinn (Talsinki) (în finlandeză Helsinki–Tallinna-rautatietunneli, în estonă Tallinna ja Helsingi vaheline tunnel)                                                                    | Helsinki-Tallinn                             | Finlanda/ · Estonia | 100.000     |                  | |
|         | accelerator de particule   | Tunelul viitorului accelerator de particule (în engleză Future Circular Collider) | CERN, Geneva                                 | Elveția             | 97.750      | 2040             | Tunel de formă inelară cu diametrul de 6 m |
|         | alimentare cu apă          | Tunelul 3 de alimentare cu apă a orașului New York (în engleză New York City Water Tunnel No. 3) | New York                                     | Statele Unite       | 96.560      | 2032             | Tunelul asigură transportul apei către New York City, parțial în uz |
|         | alimentare cu apă          | Al treilea tunel din Proiectul de aprovizionare cu apă din Xinjiang de Nord Faza a II-a Vest (în chineză: 北疆供水工程二期双三隧洞, transliterat: Běi jiāng gōngshuǐ gōngchéng èr qí shuāng sān suìdòng) | Xinjiang                                     | China               | 92.150      |                  | |
|         | metrou                     | Linia 15 a metroului din Paris (în franceză Ligne 15 du métro de Paris) | Paris/Île-de-France                          | Franța              | 75.000      | 2025– 2030       | Traseu circular |
|         | alimentare cu apă          | Tunelul Xianglushan al proiectului de deviere a apei Dianzhong (în chineză: 滇中引水工程香炉山隧洞, transliterat: Diān zhōng yǐnshuǐ gōngchéng xiānglú shān suìdòng)                                     | Yunnan                                       | China               | 62.596      | 2026             | Tunelul asigură transportul apei din râul Jinsha către provincia Yunnan |
|         | metrou                     | Linia trans-insulară de tranzit rapid din Singapore (MRT Cross Island Line) (în malaieză Laluan MRT Rentas Pulau)                                                                                        | Singapore                                    | Singapore           | 58.000      | 2030/ 2032/ 2040 | Lucrări de construcție demarate în 2023 |
|         | cale ferată (2 linii)      | Tunelul Mont d'Ambin (în franceză Tunnel de base du Mont-d'Ambin, în italiană Tunnel di base del Moncenisio)                                                                                             | Maurienne-Val di Susa, Alpii Cotici          | Franța/ · Italia    | 57.500      | 2032             | Calea ferată de mare viteză Torino–Lyon |
|         | cale ferată (2 linii)      | Tunelul Brenner (în germană Brennerbasistunnel, în italiană Galleria di base del Brennero) | Alpii Stubai                                 | Austria/ · Italia   | 55.000      | 2032             | Lucrările de construcție au demarat în martie 2015, împreună cu tunelul Inntal deja construit, va forma cel mai lung tunel feroviar continuu din lume, cu o lungime totală de 64 km                           |
|         | alimentare cu apă          | Tunelul Ramappa-Dharmasagar (în hindi रामप्पा से धरमसागर सुरंग, transliterat: Raamappa se Dharamasaagar surang)                                                                                                 | Telangana                                    | India               | 49.060      |                  | Parte a J. Chokka Rao Devadula Lift Irrigation Scheme |
|         | alimentare cu apă          | Tunelul 1 al canalului stâng Srisailam (în hindi श्रीशैलम वाम तट नहर सुरंग 1, transliterat: Shreeshailam vaam tat nahar surang 1)                                                                              | Srisailam, Andhra Pradesh                    | India               | 43.931      |                  | Parte a Srisailam Irrigation Scheme |
|         | metrou                     | Linia 9 a metroului din Barcelona (în spaniolă Línea 9 del Metro de Barcelona) | Barcelona                                    | Spania              | 43.710      |                  | Lungimea totală este de 47,8 km, din care tronsonul suprateran este de 4,09 km, secțiunea nordică a liniei este în funcțiune din 2009, cea sudică este în funcțiune din 2016                                  |
|         | metrou                     | Linia Thomson–Pantai Timur de tranzit rapid din Singapore (MRT Thomson–East Coast Line) (în malaieză Laluan MRT Thomson-Pantai Timur)                                                                    | Singapore                                    | Singapore           | 42.800      | 2026             | Linie funcțională, este planificată și o extindere suplimentară până la aeroportul Changi |
|         | cale ferată                | Tunelul Yigong (în chineză: 易贡隧道, transliterat: Yì gòng suìdào) | Regiunea Autonomă Tibet                      | China               | 42.365      | 2030             | Calea ferată de mare viteză Sichuan–Tibet, lucrările de construcție au demarat în 2020, după finalizare va fi cel mai lung tunel feroviar din China                                                           |
|         | cale ferată                | Tunelul Gibraltar (în engleză Strait of Gibraltar crossing) | Ras Malabata-Punta Paloma                    | Maroc/ · Spania     | 38.700      | 2025             | Tunel submarin de cale ferată sub Strâmtoarea Gibraltar, asigură legătura între căile ferate de mare viteză Al Boraq (Casablanca-Tanger) din Maroc și Alta Velocidad Española din Spania                      |
|         | metrou                     | Linia 4 a metroului din Atena (în greacă Γραμμή 4 του μετρό της Αθήνας, transliterat: Grammí 4 tou metró tis Athínas)                                                                                    | Atena                                        | Grecia              | 38.200      | 2029             | Lucrările de construcție au demarat în 2021 |
|         | cale ferată                | Tunelul Sejila (în chineză: 色季拉山隧道, transliterat: Sè jì lā shān suìdào) | Regiunea Autonomă Tibet                      | China               | 37.965      | 2030             | Calea ferată de mare viteză Sichuan–Tibet, lucrările de construcție au demarat în 2020 |
|         | cale ferată (Maglev)       | Tunelul Daiichi Shutoken (în japoneză 首都圏第一トンネル, transliterat: Shutoken dai ichi ton'neru) | Tokyo                                        | Japonia             | 36.924      | 2027             | Calea ferată de mare viteză Maglev Chuo (Chuo Shinkansen) |
|         | cale ferată                | Tunelul minei Woodsmith (în engleză Woodsmith Mine Tunnel) | North York Moors, North Yorkshire            | Regatul Unit        | 36.700      |                  | 6 m în diametru, parte a proiectului de extracție a minereului de potasiu Mineral Transport System, lucrări de construcție demarate în 2019                                                                   |
|         | cale ferată                | Tunelul Gaoligongshan (în chineză: 高黎贡山隧道, transliterat: Gāo lígòngshān suìdào) | Yunnan                                       | China               | 34.538      | 2025             | Calea ferată Dali-Ruili, lucrări de construcție demarate în 2017 |
|         | cale ferată (Maglev)       | Tunelul Daiichi Chukyoken (în japoneză 第一中京圏トンネル, transliterat: Dai ichi Chūkyō-ken ton'neru)                                                                                                   | Nagoya                                       | Japonia             | 34.210      | 2027             | Calea ferată de mare viteză Maglev Chuo (Chuo Shinkansen) |
|         | cale ferată (2 linii)      | Tunelul Koralm (în germană Koralmtunnel) | Koralpe                                      | Austria             | 32.860      | 2026             | Calea ferată Koralm, lucrări de construcție demarate în 2010 |
|         | cale ferată                | Tunelul Oshima (în japoneză 渡島トンネル, transliterat: Totō ton'neru) | Hokkaido                                     | Japonia             | 32.675      | 2031             | Calea ferată de mare viteză Hokkaido (Hokkaido Shinkansen) |
|         | alimentare cu apă          | Tunelul Xiaopu al proiectului de deviere a apei Dianzhong (în chineză: 滇中引水工程小扑隧洞, transliterat: Diān zhōng yǐnshuǐ gōngchéng xiǎo pū suìdòng)                                                 | Yunnan                                       | China               | 32.100      | 2026             | Tunelul asigură transportul apei din râul Jinsha către provincia Yunnan |
|         | cale ferată                | Tunelul Serra do Mar (în portugheză Túnel Serra do Mar) | São Paulo-Santos                             | Brazilia            | 30.000      |                  | |
|         | alimentare cu apă          | Tunelul Shizishan al proiectului de deviere a apei Dianzhong (în chineză: 滇中引水工程狮子山隧洞, transliterat: Diān zhōng yǐnshuǐ gōngchéng shīzǐ shān suìdòng)                                         | Yunnan                                       | China               | 29.420      | 2025             | Tunelul asigură transportul apei din râul Jinsha către provincia Yunnan |
|         | alimentare cu apă          | Tunelul principal al proiectului NCP Canal (North Central Province Canal) din Programul de Dezvoltare Mahaweli (în singaleză මහවැලි සංවර්ධන වැඩසටහන, transliterat: Mahavæli saṁvardhana væḍasaṭahana)         | Anuradhapura Est                             | Sri Lanka           | 27.800      | 2025             | Tunel cu curgere gravitațională, cu diametrul de 8 m, asigură transportul apei de la bazinul de acumulare Moragahakanda către provinciile Nord-Centrală și Nordică                                            |
|         | cale ferată (2 linii)      | Tunelul Valico (în italiană Galleria di Valico) | Munții Apenini                               | Italia              | 27.342      | 2026             | Calea ferată de mare viteză Tortona–Genoa (în lucru), tunel finalizat în septembrie 2020 |
|         | cale ferată (2 linii)      | Tunelul Semmering (în germană Semmering-Basistunnel) | Austria Inferioară/Stiria                    | Austria             | 27.300      | 2030             | Construcția primei secțiuni a început în ianuarie 2014, va reduce timpul de călătorie între Viena și Graz cu 30 min, parte din Coridorul Marea Baltică-Marea Adriatică                                        |
|         | rețea rutieră              | Tunelul Rogfast (în norvegiană Rogfast) | Randaberg–Bokn                               | Norvegia            | 26.700      | 2033             | Lucrări de construcție demarate în 2018, oprite în 2019 din cauza depășirii costurilor și reluate în 2021, va fi cel mai lung tunel rutier din lume și cel mai adânc tunel submarin (392 m sub nivelul mării) |
|         | cale ferată                | Tunelul Sasson (în japoneză 札樽トンネル, transliterat: Sasson ton'neru) | Hokkaido                                     | Japonia             | 26.230      | 2031             | Calea ferată de mare viteză Hokkaido (Hokkaido Shinkansen) |
|         | metrou                     | Linia estică a metroului din Melbourne (SRL East) (în engleză Suburban Rail Loop East) | Melbourne, Victoria                          | Australia           | 26.000      | 2035             | Lucrări de construcție demarate în 2022, secțiunea nordică (SRL North) este programată pentru finalizare în 2053                                                                                              |
|         | rețea rutieră              | Tunelul Suðuroy (în daneză Suðuroyartunnilin) | Suðuroy-Sandoy                               | Insulele Feroe      | 26.000      | 2030             | Studiu de fezabilitate finalizat |
|         | alimentare cu apă          | Tunelul Mae Taeng–Mae Ngat (în thailandeză อุโมงค์แม่แตง-แม่งัด, transliterat Xumongkh̒ mæ̀tæng-mæ̀ ngạd) | Chiang Mai                                   | Thailanda           | 25.624      |                  | 4 m în diametru, parte a Proiectului de deviere a apei Mae Taeng–Mae Ngat–Mae Kuang |
|         | alimentare cu apă          | Tunelul Haidong al proiectului de deviere a apei Dianzhong (în chineză: 滇中引水工程海东隧洞, transliterat: Diān zhōng yǐnshuǐ gōngchéng hǎi dōng suìdòng)                                               | Yunnan                                       | China               | 25.285      | 2026             | Tunelul asigură transportul apei din râul Jinsha către provincia Yunnan |
|         | cale ferată (Maglev)       | Tunelul Alpilor de Sud (în japoneză 南アルプストンネル, transliterat: Minami arupusuton'neru) | Munții Akaishi (Alpii de Sud)                | Japonia             | 25.019      | 2027             | Calea ferată de mare viteză Maglev Chuo (Chuo Shinkansen) |
|         | cale ferată                | Tunelul Musil (în coreeană 무실터널, transliterat: Musilteoneol) | Wonju-Jecheon, Chungcheong de Nord           | Coreea de Sud       | 25.080      | 2027             | Calea ferată Jung-angseon (Linia Centrală) |
|         | rețea apă uzată            | Tunelul Thames Tideway (în engleză Thames Tideway Tunnel) | Londra                                       | Regatul Unit        | 25.000      | 2025             | Rețea de canalizare de adâncime (30-70 m) de-a lungul zonei inundabile a râului Tamisa din Londra |
|         | alimentare cu apă          | Tunelul Fenghuangshan al proiectului de deviere a apei Dianzhong (în chineză: 滇中引水工程凤凰山隧洞, transliterat: Diān zhōng yǐnshuǐ gōngchéng fènghuáng shān suìdòng)                                 | Lufeng, Yunnan                               | China               | 24.991      | 2026             | Tunelul asigură transportul apei din râul Jinsha către provincia Yunnan |
|         | cale ferată (2 linii)      | Tunelul Beroun (în cehă Berounský tunel) | Praga-Beroun, Regiunea Boemia Centrală       | Cehia               | 24.700      | 2035             | Calea ferată de mare viteză Praga-Beroun |
|         | cale ferată (2 linii)      | Tunelul Chartreuse (în franceză Tunnel de Chartreuse) | Masivul Chartreuse, Munții Alpi              | Franța              | 24.700      |                  | Calea ferată de mare viteză Torino–Lyon |
|         | alimentare cu apă          | Tunelul mare de întoarcere al proiectului de deviere a apei Dianzhong (în chineză: 滇中引水工程大转弯隧洞, transliterat: Diān zhōng yǐnshuǐ gōngchéng dà zhuǎnwān suìdòng)                               | Chuxiong, Yunnan                             | China               | 24.472      | 2026             | Tunelul asigură transportul apei din râul Jinsha către provincia Yunnan |
|         | alimentare cu apă          | Tunelul Caijiacun al proiectului de deviere a apei Dianzhong (în chineză: 滇中引水工程蔡家村隧洞, transliterat: Diān zhōng yǐnshuǐ gōngchéng cài jiācūn suìdòng)                                         | Chuxiong-Kunming, Yunnan                     | China               | 23.434      | 2026             | Tunelul asigură transportul apei din râul Jinsha către provincia Yunnan |
|         | cale ferată (Maglev)       | Tunelul Alpilor Centrali (în japoneză 中央アルプス, transliterat: Chūōarupusu) | Munții Kiso (Alpii Centrali)                 | Japonia             | 23.288      | 2027             | Calea ferată de mare viteză Maglev Chuo (Chuo Shinkansen) |
|         | metrou                     | Linia de tranzit rapid din Metro Manila (în engleză Metro Manila Subway) | Metro Manila                                 | Filipine            | 23.160      | 2032             | Între stațiile East Valenzuela și FTI |
|         | alimentare cu apă          | Tunelul Mae Ngat-Mae Kuang (în thailandeză อุโมงค์แม่งัด-แม่กวง, transliterat Xumongkh̒ mæ̀ ngạd-mæ̀ k wng) | Chiang Mai                                   | Thailanda           | 22.975      |                  | 4,2 m în diametru, parte a Proiectului de deviere a apei Mae Taeng–Mae Ngat–Mae Kuang |
|         | cale ferată                | Tunelul Desheng (în chineză: 德胜隧道, transliterat: Dé shèng suìdào) | Songpan, Sichuan                             | China               | 22.943      | 2025             | Calea ferată Sichuan-Qinghai |
|         | centrală hidroelectrică    | Tunelul de alimentare al hidrocentralei Suki Kinari (în engleză Suki Kinari Hydropower Project) | Balakot Tehsil, Provincia Khyber Pakhtunkhwa | Pakistan            | 22.618      |                  | |
|         | metrou                     | Linia 3 a metroului din İzmir (în turcă M3 Metro Hattı) | İzmir                                        | Turcia              | 22.300      |                  | |
|         | rețea rutieră (2 tuburi)   | Tunelul Tianshan Shengli (în chineză: 天山胜利隧道, transliterat: Tiānshān shènglì suìdào) | Xinjiang                                     | China               | 22.100      | 2026             | Lucrări de construcție demarate în 2020, străbate pasul Shengli Daban (4.091 m altitudine), va fi cel mai lung tunel rutier din lume situat la o altitudine de peste 4.000 m                                  |
|         | metrou                     | Linia 13 a metroului din Istanbul (în turcă M13 Metro Hattı) | Istanbul                                     | Turcia              | 21.900      |                  | |
|         | cale ferată                | Tunelul Grimsel (în germană Grimseltunnel) | Pasul Grimsel                                | Elveția             | 21.720      | 2026             | Studiu de fezabilitate finalizat |
|         | centrală hidroelectrică    | Tunelul de alimentare centralei hidroelectrice Chuosijia (în chineză: 绰斯甲水电站引水隧洞, transliterat: Chuò sī jiǎ shuǐdiànzhàn yǐnshuǐ suìdòng)                                                      | Jinchuan, Sichuan                            | China               | 21.280      |                  | |
|         | cale ferată                | Tunelul subteran dintre Thane și Virar (în hindi ठाणे और विरार के बीच भूमिगत सुरंग, transliterat: Thaane aur viraar ke beech bhoomigat surang)                                                                     | Thane-Virar, Maharashtra                     | India               | 21.150      |                  | Calea ferată de mare viteză Mumbai–Ahmedabad, 13 m în diametru, lucrări de construcție demarate în 2023 |
|         | cale ferată/ rețea rutieră | Tunelul feroviar și rutier Kyelang (în hindi क्येलंग सुरंग, transliterat: Kyelang surang) | Kyelang, Himachal Pradesh                    | India               | 21.150      |                  | Parte a Coridorului feroviar și rutier Bhanupali-Leh, lucrări de construcție demarate în 2024 |
|         | cale ferată (2 linii)      | Tunelul Pacheco Pass (în engleză Pacheco Pass Tunnel) | Pacheco Pass, California                     | Statele Unite       | 21.000      | 2031             | Parte a proiectului California High-Speed Rail |
|         | alimentare cu apă          | Tunelul Qinhe al proiectului de deviere a apei Dianzhong (în chineză: 滇中引水工程芹河隧洞, transliterat: Diān zhōng yǐnshuǐ gōngchéng qín hé suìdòng)                                                   | Dali, Yunnan                                 | China               | 20.940      | 2026             | Tunelul asigură transportul apei din râul Jinsha către provincia Yunnan |
|         | alimentare cu apă          | Tunelul 16 (Mahe) al canalului principal al proiectului de alimentare cu apă Taoyuan (în chineză: 引洮供水工程总干渠16#马河隧洞, transliterat: Yǐn táo gōngshuǐ gōngchéng zǒng gànqú 16#mǎ hé suìdòng)   | Longxi, Gansu                                | China               | 20.416      |                  | |
|         | cale ferată (2 linii)      | Tunelul Belledonne (în franceză Tunnel du Belledonne) | Masivul Belledonne, Alpii Dauphiné           | Franța              | 20.000      |                  | Calea ferată de mare viteză Torino–Lyon |